# Bocaina (kommun i Brasilien, Piauí)
Bocaina är en kommun i Brasilien.   Den ligger i delstaten Piauí, i den östra delen av landet, 1 200 km nordost om huvudstaden Brasília. Antalet invånare är 4 346.
Omgivningarna runt Bocaina är huvudsakligen savann. Runt Bocaina är det glesbefolkat, med 14 invånare per kvadratkilometer.